# Jeany Spark
Jeannette "Jeany" Spark, född 7 november 1982, är en brittisk skådespelerska.

## Rollista i urval
- 2008 – Kommissarie Lewis (TV-serie)
- 2008–2015 – Wallander (TV-serie)
- 2010 – Sherlock (TV-serie)
- 2011 – Hattie (TV-film)
- 2012 – Red Lights
- 2013–2017 – Man Down (TV-serie)
- 2014 – Da Vinci's Demons (TV-serie)
- 2015 – The Interceptor (TV-serie)
- 2016–2017 – Holby City (TV-serie)
- 2018 – Collateral (TV-serie)
- 2022 – The Crown (TV-serie)
- 2024 – Sagan om ringen: Maktens ringar (TV-serie)